# 홍성진 (배구인)
홍성진(1962년 11월 6일 ~ )은 대한민국의 배구 지도자이다. 일신여자상업고등학교 코치로 지도자 경력을 시작하였으며, 2017년 대한민국 여자 배구 국가대표팀 감독을 지냈었다. 현재는 원곡고등학교 배구부 코치를 맡고 있다.

## 수상
현대건설
- KOVO컵: 2006